# FreeBASIC
FreeBASIC — мова програмування високого рівня, за синтаксисом близька до QuickBASIC, а також компілятор для неї (FreeBASIC Compiler). Спочатку компілятор розроблявся як вільна альтернатива Microsoft QuickBasic, але скоро обзавівся новими можливостями, перетворившись на потужний засіб розробки. Хоча перші версії компілятора були написані на Visual Basic, зараз він може відкомпілювати сам себе.

## Компілятор
Компілює QBasic і FreeBASIC код в 32- і 64-бітні виконувані Win32, DOS (в захищеному режимі) і Linux x86 модулі.
Ассемблювання і компонування виконуються за допомогою GNU Binutils.
Компілятор поширюється за ліцензією GNU GPL.
Існує декілька середовищ розробки, як відладчик можна використовувати GNU Debugger (також підтримується gprof).

## Мова
Незважаючи на те, що компілятор має сумісність з QuickBASIC, у мову FreeBASIC було додано безліч розширень і можливостей, для відповідності сучасним вимогам, стандартам і сумісності з бібліотеками і API написаними на C/C++. Починаючи з версії 0.17 користувач може вибрати три режими компіляції (опція -lang): режим сумісності з QuickBASIC (qb), старими версіями FreeBASIC (deprecated), і стандартний режим, що включає в себе всі останні зміни та можливості.

### Нові можливості і розширення[2]
- Підтримка Юнікоду.
- Безліч вбудованих типів змінних (Byte, UByte, Short, UShort, Integer, UInteger, LongInt, ULongInt, Single, Double, Boolean, String, ZString, WString).
- Типи даних, визначені користувачем (нескінченна вкладеність, Union, тип поля (array, function, bit fields)).
- Простору імен.
- Перелічуваний тип (Enum).
- Нові можливості при роботі з масивами (до 2 ГБ розміром, Redim Preserve).
- Покажчики (покажчики на будь-які типи даних, необмежена непряма адресація).
- Перевантаження функцій і операторів.
- Необов'язкові аргументи функцій.
- Вбудований асемблер (асемблерні інструкції у вихідному коді програми).
- Препроцессори.
- Typedefs.
- Конструктори і деструктори класів.
- Покращена графічна бібліотека.

### Підтримка бібліотек функцій прикладного програмування
- Створення інтерфейсів: GTK, FLTK, IUP, WINAPI та ін.
- Регулярні вирази: PCRE
- Автоматизація IE і Microsoft Office: Disphelper
- Звук: BASS, fbsound, FMOD та ін.
- Графіка: Саіго, FreeType, Allegro[en], DevIL, FreeImage, DISLIN та ін.
- Створення PDF: CD, LibHaru
- Бази даних: mysql, sqlite, postgresql
- Мережа: Curl та ін.
- Архіви: Zlib, libzip та ін.

### Приклади програм

#### Hello, World!
Використовуючи вбудовану бібліотеку FreeBASIC:
```
Print
 
"Hello, World!"

```

Використовуючи стандартну бібліотеку C:
```
#
Include
 
"crt.bi"

puts
(
!
"Hello, World!\n"
)

```

Використовуючи Windows API:
```
#
Include
 
"windows.bi"

MessageBox
(
Null
,
 
"Hello, World!"
,
 
"Message"
,
 
MB_OK
)

```

### Об'єктно-орієнтоване програмування
```
' Клас вектора

Type
 
Vector

	
W
 
As
 
Integer

	
H
 
As
 
Integer

	
Declare
 
Constructor
(
nW
 
As
 
Integer
,
 
nH
 
As
 
Integer
)

End
 
Type

 

Constructor
 
Vector
(
nW
 
As
 
Integer
,
 
nH
 
As
 
Integer
)

	
W
 
=
 
nW

	
H
 
=
 
nH

End
 
Constructor

 

' Клас для створення об'єкта

Type
 
AObject

	
Private:

		
X
 
As
 
Integer

		
Y
 
As
 
Integer

		
Movement
 
As
 
Vector
 
Pointer

	
Public:

		
' Видимі ззовні методи, в тому числі конструктор и деструктор

		
Declare
 
Constructor
(
nX
 
As
 
Integer
,
 
nY
 
As
 
Integer
)

		
Declare
 
Destructor
()

		
Declare
 
Sub
 
SetMotion
 
(
Motion
 
As
 
Vector
 
Pointer
)

		
Declare
 
Sub
 
Move
()

		
Declare
 
Property
 
GetX
 
As
 
Integer

End
 
Type

 

' Встановлення початкових значень

Constructor
 
AObject
(
nX
 
As
 
Integer
,
 
nY
 
As
 
Integer
)

	
X
 
=
 
nX

	
Y
 
=
 
nY

End
 
Constructor

 

' Вивільнення пам'яті

Destructor
 
AObject
()

	
Delete
 
Movement

End
 
Destructor

 

' Встановлення вектора

Sub
 
AObject
.
SetMotion
(
Motion
 
As
 
Vector
 
Pointer
)

	
Movement
 
=
 
Motion

End
 
Sub

 

' Переміщує об'єкт по його вектору

Sub
 
AObject
.
Move
()

	
X
 
+=
 
Movement
->
W

	
Y
 
+=
 
Movement
->
H

End
 
Sub

 

' Повертає координату X, недоступну зовні

Property
 
AObject
.
GetX
 
As
 
Integer

	
Return
 
X

End
 
Property

 

' Фактичний початок програми

 

' Створення екзепляра класу з координатами (100, 100)

Dim
 
Player
 
As
 
AObject
 
=
 
Type
<
AObject
>
(
100
,
 
100
)

 

' Створення вектора з початковими значеннями (-10, 5) і переміщення позиції об'єкта

Player
.
SetMotion
(
New
 
Vector
(
-10
,
 
5
))

 

' Переміщення об'єкта

Player
.
Move
()

 

' Отримуємо координату X і виводимо на консоль

Print
 
Player
.
GetX

 

' Деструктор об'єкта «Player» викликається тоді, коли об'єкт покидає зону видимості

' Оскільки «Player» є локальною змінною, деструктор викликається автоматично

' Очікуємо натискання будь-якої клавіші

Sleep

```